# Iracionální muž
Iracionální muž (anglicky Irrational Man) je dramatický mysteriózní film režiséra Woodyho Allena z roku 2015. V hlavních rolích se objevili Emma Stoneová, Joaquin Phoenix, Parker Posey a Jamie Blackley.
Tento film je posledním producenta Jacka Rollinse, který v červnu 2015 zemřel a produkoval Allenovy filmy už od sedmdesátých let. Film měl světovou premiéru dne 16. května 2015 na filmovém festivalu v Cannes. V České republice film do kin přišel 30. července 2015.

## Děj filmu
Na kampusu univerzity Braylin v malém městečku se profesor filozofie Abe Lucas (Joaquin Phoenix) ocitá v existenciální krizi. Náhle však nalézá nový smysl života, když započne vztah s Jill Pollard (Emma Stoneová), jednou ze svých studentek.

## Obsazení
| Joaquin Phoenix | profesor Abe Lucas |
| Emma Stoneová   | Jill Pollard       |
| Parker Posey    | Rita               |
| Jamie Blackley  | Roy                |

## Přípravy a natáčení
Dne 2. května 2014 bylo oznámeno, že Woody Allen napíše a zrežíruje svůj nadcházející film, ve kterém bude hrát Joaquin Phoenix hlavní roli. O čtyři dny později se k obsazení filmu přidala Emma Stoneová, která se již objevila v Allenově předcházejícím filmu, romantické komedii Kouzlo měsíčního svitu. Dne 24. července 2014 se byli obsazeni další dva herci, a to Parker Posey a Jamie Blackley a na post producenta byli, kromě Allena, ohlášeni Letty Aronson a Stephen Tenenbaum. Společnost Sony Pictures Clasics dne 29. ledna 2015 získala distribuční práva k filmu, čímž se Iracionální muž stává osmým Allenovým filmem vydaným pod touto značkou.
Hlavní natáčení začalo 7. července 2014 v Newportu na Rhode Islandu a trvalo do konce srpna téhož roku.

## Recenze
K červnu 2019 získal film v Česko-slovenské filmové databázi 66 %.
- Mirka Spáčilová, iDNES.cz Woody Allen rozebírá zločin ve filmařsky odtažité moralitě
- Jarmila Křenková, Aktuálně.cz  Iracionální Woody Allen natočil Gilmorova děvčata pro intoše
- Michal Šobr, Česká televize Allenův Iracionální muž je nevěrohodný a rozpačitý
- Ivo Michalík, Cinepur Iracionální muž / Žvýkání smyslu bytí
- František Fuka, Kinobox  Iracionální muž – nejnovější film Woodyho Allena je po všech stránkách líný
- Václav Limberk, Filmserver.cz  Iracionální muž nebo Zločin a trest?
- xxmartinxx, MovieZone  Iracionální muž
- Jaroslav Kejzlar, Totalfilm Iracionální muž – malý film s velkým motivem
- Kateřina Nechvílová, Literární noviny Iracionální muž – Kéž máme život stále jako film Woodyho Allena!